# Idioma maranao
El idioma maranao (mëranaw /ˈmәranaw/) es un idioma austronesio hablado por el pueblo maranao, en las provincias de Lánao del Norte y Lánao del Sur en las Filipinas, y en Sabah, Malasia. Anteriormente se consideró a la lengua iranun como un dialecto del maranao.
Único entre otros idiomas de Danao, el maranao se habla con un acento de paso descendente distinto, a diferencia del acento prosódico.[cita requerida] Además, el maranao presenta «consonantes duras» (es decir, aspiradas), que también aumentan la calidad de las siguientes vocales.

## Distribución
Maranao se habla en las siguientes áreas (según Ethnologue).
- Lánao del Sur
- Lánao del Norte
- noroeste de Maguindánao
- noroeste de Cotabato
- noroeste de Bukidnon

## Ortografía
El idioma maranao se escribió históricamente en árabes, conocido como batang arab, y en la actualidad se escribe con letras latinas. Aunque no existe una ortografía estándar oficial, el maranao se escribe más o menos fonéticamente según la influencia del filipino. Las letras del alfabeto maranao son:
A, B, D, E, G, H, I, K, L, M, N, NG, O, P, R, S, T, U, W, Y
Dependiendo del autor, se han empleado varias letras para representar la vocal central media (o schwa) /ə/, principalmente E o U. En consecuencia, los maranaos usan indistintamente cualquiera de las dos letras o simplemente las omiten (por ejemplo, saken también se puede escribir sakn y sakun). Ë también puede usarse según lo recomendado por Ortograpiyang Pambansa de Komisyong ng Wikang Filipino de 2013.

### McKaughan y Macaraya (1996)
En el Diccionario Maranao revisado por McKaughan y Macaraya en 1996, se utilizó la siguiente ortografía:
1. Se introdujo el dígrafo ae y se utilizó para representar la supuesta presencia de la vocal /ɨ/. Sin embargo, el análisis de Lobel (2009,[3] 2013[2]) mostró que esto puede ser en realidad un alófono de /ə/ después de consonantes duras (aspiradas).
2. También utilizaron q para representar la parada glótica independientemente de su posición.
3. En cuanto a diptongos vocálicos, [aw, aj, oi] se escriben ao, ai y oi respectivamente.

### Ortografía nativizada
La ortografía utilizada en el estudio de Lobel (2009) fue la desarrollada por Aleem Abdulmajeed Ansano de Taraka (1943-2008), el Senador Ahmad Domocao Domie Alonto de Ramain (1914-2002) y Shaiekh Abdul Azis Guroalim Saromantang de Tugaya (1923-2003).
1. Las «consonantes duras» /ph, th, kh, sh/ se escriben como ph, th, kh y z respectivamente.

### Otras particularidades
Las vocales dobles se pronuncian por separado. Por ejemplo, kapaar se pronuncia como /kapaʔaɾ/.
El sonido /w/ final en diptongos y W se marcaron con -o en ortografías más antiguas, como en otros idiomas filipinos, pero ambos se escriben hoy en día como W. Además, i se usó en ortografías más antiguas para transcribir /j/, que actualmente se escribe como Y.
La H solo se usa para préstamos malayos, y sh (/ʃ/) se usa para préstamos árabes y nombres como Ishak (Isaac).
Di o j se utilizan para transcribir el sonido /d͡ʒ/, como radia/raja (de la palabra sánscrita rāja, «rey») o el nombre en inglés John.

## Fonología
A continuación se muestra el sistema fonético maranao, incluidas las características fonéticas subyacentes.

### Vocales
El idioma maranao tiene cuatro fonemas vocales que pueden volverse más cercanos o más altos en ciertos entornos (ver consonantes duras a continuación). Los efectos de elevación de vocales de consonantes duras pueden haber llevado a los primeros estudios de la lengua a analizar el sonido [ɨ] como un fonema separado (escrito como ae) en lugar de un alófono elevado de /ə/.
|            | Anterior    | Central     | Posterior   |
| ---------- | ----------- | ----------- | ----------- |
| Cerrada    | /i/ [ɪ ~ i] |             |             |
| Intermedia |             | /ə/ [ə ~ ɨ] | /o/ [o ~ u] |
| Abierta    |             | /a/ [a ~ ɤ] |             |

### Consonantes
Según Lobel (2013), el idioma maranao tiene las siguientes consonantes:
|             |             | Bilabial | Dental | Alveolar | Palatal | Velar | Glotal |
| ----------- | ----------- | -------- | ------ | -------- | ------- | ----- | ------ |
| Nasal       | Nasal       | m        |        | n        |         | ŋ     |        |
| Oclusiva    | Sorda       | p        | t      |          |         | k     | ʔ      |
| Oclusiva    | Aspirada    | pʰ       | tʰ     |          |         | kʰ    |        |
| Oclusiva    | Sonora      | b        |        | d        |         | ɡ     |        |
| Fricativa   | Sorda       |          |        | s        |         |       |        |
| Fricativa   | Sonora      |          |        | sʰ       |         | (h)   |        |
| Vibrante    | Vibrante    |          |        | ɾ        |         |       |        |
| Lateral     | Lateral     |          |        | l        |         |       |        |
| Aproximante | Aproximante | w        |        |          | j       |       |        |

En el idioma maranao, /ʔ/ no inicia la palabra (similar al inglés no filipino). Por lo tanto, layok aken ('amigo mío') se pronuncia suavemente [la.jo.ka.kən].
Dado que las consonantes «duras» se desarrollaron a partir de grupos de consonantes, solo se encuentran enmedio de la palabra.
En cuanto a la ortografía, r se usa para /ɾ/, y se usa para /j/ y ng se usa para /ŋ/.

#### Fricativo [h]
Según Lobel (2013), [h] solo aparece en unos pocos préstamos malayos recientes:
- tohan 'Dios'
- tahon 'signo astrológico'
- hadapan 'delante (de Dios)'

Los primeros préstamos árabes con h que se introdujeron en el protodánao o en el antiguo maranao se sustituía con k.
- kKalal 'halal' (permitido en el Islam)
- Karam 'haram' (prohibido en el Islam)
- Kadî 'hajji' (peregrino a La Meca)
- Kadis 'hadiz' (hechos de Mahoma)

#### Elongación consonantal
Las consonantes también se pronuncian más largas si van precedidas de un schwa /ə/. Sin embargo, este proceso no es una forma de geminación, ya que la elongación de consonantes en el maranao no es distintiva como se ve en otras lenguas filipinas como en el ilocano o en el ibanag. Algunos de estos son:
- Tepad [təpːad] 'bajarse de un vehículo'
- Tekaw [təkːaw] 'sobresaltado; sorprendido'

#### Consonantes duras y alteración vocal
Desde 2009, se ha propuesto que estudios previos sobre la fonología del maranao habían pasado por alto la presencia de consonantes «duras» o «pesadas». Son cuatro y son /p’ t’ k’ s’/. Las vocales que siguen a estas consonantes se ven afectadas, «se elevan».

Alteración de las cuatro vocales en el maranao (a, ə, i, o) cuando siguen a consonantes duras.

Hay cuatro situaciones posibles en las que se puede ver alterada una vocal:
1. No alterada, cuando sigue a /p, t, k, s, m, n, ŋ, r, w, y/
2. Alteración forzosa, /p’, t’, k’, s’, (h)/
  - Tohan se pronuncia como [t̪o.hɤn] en lugar de [to.han]
3. Alteración opcional, /b, d, g/
  - Evidenciado por el uso cada vez más general de (p. ej.) gegaan en vez de gagaan.
4. Alteración invisible, /l, ʔ/ – la alteración de la consonante antes de que «pase» y afecte a la siguiente vocal.

##### Desarrollo histórico
La homogeneización de grupos de consonantes ocurrió en las lenguas antiguas Danao y Subanon, donde las articulaciones de la primera consonante seguían a la de la segunda (Ej: *-gp- > *-bp-).
Un estudio de Allison señaló que el protodánao *b, *d, g* se perdieron en el maranao moderno cuando se encontraron antes que otras consonantes con el mismo lugar de articulación (Ej: *bp > *p), pero preservadas en otros lugares.
Lobel notó que este cambio de sonido en realidad resultó en dos características de la fonología del maranao: consonantes pesadas y vocales elevadas (*[-bpa-] > [-ph ɤ-]). Las consonantes aspiradas también se desarrollaron de manera similar en las lenguas subanas meridionales (lapuyano), pero sin la alteración de vocales.
| protofilipinio central | protodánao | maguindanao | maranao  |
| ---------------------- | ---------- | ----------- | -------- |
| *-gp-, *-dp-, *-bp-    | *-bp-      | -bp-        | -ph-     |
| *-gt-, *-dt-, *-bt-    | *-dt-      | -dt-        | -th-     |
| *-gs-, *-ds-, *-bs-    | *-ds-      | -ds-        | -z- [sh] |
| *-gk-, *-dk-, *-bk-    | *-gk-      | -gk-        | -kh-     |

## Gramática

### Marcadores de casos
A diferencia del tagalo, que tiene 3 marcadores de caso (ang / ng / sa), y de ilocano, que tiene 2 (ti / iti), el maranao tiene cuatro (so / ko / o / sa).
|                                                                 | Común      | Común    | Personal | Personal |
| Caso                                                            | Indefinido | Definido | Singular | Plural   |
| --------------------------------------------------------------- | ---------- | -------- | -------- | -------- |
| Nominativo (sujeto)                                             | so         | i        | si       | siki     |
| Ergativo (objeto directo)                                       | sa         | o        | o        | i kisi   |
| Oblicuo / Locativo (benefactor / ubicación) Genitivo (posesivo) | sa         | ko       | ki       | sa kisi  |

Curiosamente, sa es indefinido en maranao, mientras que es definido / específico en el cebuano y en el tagalo.
Los pronombres maranao pueden ser libres o estar ligados a la palabra / morfema anterior.
| Sentido                 | Nominativo (libre) | Nominativo (ligado) | Genitivo / Ergativo (ligado) | Oblicuo (libre) |
| ----------------------- | ------------------ | ------------------- | ---------------------------- | --------------- |
| yo                      | saken              | (a)ko               | aken                         | raken           |
| tú (singular)           | seka               | ka                  | (ng)ka*                      | reka            |
| él / ella               | sekaniyan          | sekaniyan           | (n)iyan                      | rekaniyan       |
| nosotros (dual)         | sekta              | ta                  | ta                           | rekta           |
| nosotros (incluyéndote) | sektano            | tano                | tano                         | rektano         |
| nosotros (excluyéndote) | sekami             | kami                | (a)mi                        | rekami          |
| usted (plural)          | sekano             | kano                | (n)iyo                       | rekano          |
| ellos / ellas           | siran              | siran               | (i)ran                       | Kiran           |

En realidad, puede ser eka, y se asimila con la vocal anterior, como en batî ika [ba.ti.ʔ = i.ka] 'tu cuñado', y babô oka [bɤ.bu. ʔ = u. ka] 'tu tía'.

### Palabras comunes
A continuación se muestran palabras comunes que se encuentran en el maranao, sus traducciones en español, cebuano y tagalo, y palabras similares en lenguas filipinas distantes.
| maranao | cebuano    | tagalo        | otras i. filpinos | español     |
| ------- | ---------- | ------------- | ----------------- | ----------- |
| na      | kay        | ay            |                   | es          |
| na      | dayon      | tas           |                   | entonces    |
| a       | nga        | na            |                   | es decir    |
| timan   | buok       | piraso        |                   | pieza       |
| den     | na         | na            | ren (en kinaraya) | ya          |
| pen     | pa         | pa            |                   | pronto      |
| di      | dili       | hindi         |                   | no ser      |
| da      | wala       | hindi         |                   | no hacer    |
| da      | wala       | wala          |                   | no tener    |
| aden    | adunay     | mayroon       |                   | hay         |
| ino     | mao        |               | iyo (bicolano)    | es tal      |
| ago     | og         | at            |                   | y           |
| atawa   | kon, o     | o             |                   | o           |
| ogaid   | apan, pero | subalit, pero |                   | sin embargo |
| o di    |            |               |                   | ni (? )     |
| langun  | tanan      | lahat         |                   | todos       |